# رز سیتی (تگزاس)
رز سیتی، تگزاس(به انگلیسی: Rose City, Texas) شهری در ایالت تگزاس از ایالات جنوبی ایالات متحده آمریکا است. در سرشماری سال ۲۰۰۰، جمعیت این شهر ۵۱۹ نفر اعلام شد.